# Caroline van Hessen-Darmstadt

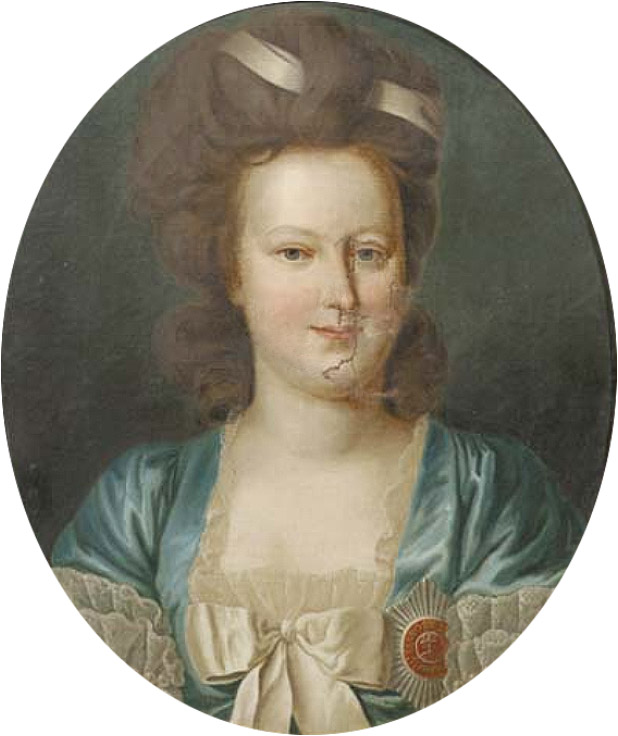
Caroline van Hessen-Darmstadt

Caroline van Hessen-Darmstadt (Prenzlau, 2 maart 1746 - Bad Homburg vor der Höhe, 18 september 1821) was een prinses uit het huis Hessen-Darmstadt. 
Ze werd geboren als oudste dochter van landgraaf Lodewijk IX van Hessen-Darmstadt en Henriëtte Caroline van Palts-Zweibrücken. Zelf huwde ze op 27 september 1768 in Darmstadt met Frederik V van Hessen-Homburg.
Het paar kreeg de volgende kinderen:
- Frederik VI (1769-1829), landgraaf van Hessen-Homburg 1820-1829
- Lodewijk (1770-1839), landgraaf van Hessen-Homburg 1829-1839
- Caroline (1771-1854), huwde op 21 juli 1791 te Homburg met vorst Lodewijk Frederik II van Schwarzburg-Rudolstadt (1767-1807)
- Louise Ulrike (1772-1854), huwde op 19 juni 1793 te Homburg met prins Karel Gunther van Schwarzburg-Rudolstadt (1771-1825)
- Amalia (1774-1846), huwde in 1792 te Homburg met erfprins Frederik van Anhalt-Dessau (1771-1825)
- Paul (1775-1776)
- Augusta (1776-1871), huwde op 3 april 1818 te Homburg met erfgroothertog Frederik Lodewijk van Mecklenburg-Schwerin (1778-1819)
- Victor (1778-1780)
- Filips (1779-1846), landgraaf van Hessen-Homburg 1839-1846
- Gustaaf (1781-1848), landgraaf van Hessen-Homburg 1846-1848
- Ferdinand (1783-1866), landgraaf van Hessen-Homburg 1848-1866
- Marianne (1785-1846), huwde in 1804 te Berlijn met prins Willem van Pruisen (1783-1851)
- Leopold (1787–1813)